# Strumamossa
Strumamossa (Cynodontium strumiferum) är en bladmossart som beskrevs av Lindberg 1864. Strumamossa ingår i släktet klipptussar, och familjen Dicranaceae. Arten är reproducerande i Sverige. Inga underarter finns listade i Catalogue of Life.